# Ruprecht von Eggenberg
Ruprecht von Eggenberg (1546 – Graz, 7 febbraio 1611) fu duca di Stiria nonché generale ed eroe nel lungo conflitto che contrappose gli Asburgo e l'Impero ottomano nei Balcani.

## Biografia
Cugino del principe Hans Ulrich von Eggenberg, Ruprecht iniziò la sua carriera militare servendo come capitano tra le truppe spagnole al comando del duca Alessandro Farnese nelle Fiandre (1572). I meriti militari guadagnati nelle Fiandre, valsero a Ruprecht i favori dell'Arciduca Carlo II d'Austria che lo nominò membro del concilio arciducale e capitano della guardia del castello di Graz.
Le crescenti tensioni con Istanbul provocarono il ritorno di von Eggenberg a mansioni di comando operative sul campo di battaglia. Nel giugno del 1593, Ruprecht, a capo della guarnigione nella rocca di confine di Sisak, affrontò una spedizione di saccheggiatori turchi guidati dal Beylerbey di Bosnia, Hasan Predojević. La battaglia di Sisak si chiuse con una schiacciante vittoria delle truppe austriache. Il successo di von Eggenberg, enorme dal punto di vista simbolico, fece di lui un eroe.
Nel 1594 von Eggenberg ricevette il comando delle truppe austriache stanziate sul confine croato e conquistò la fortezza ottomana di Petrinja (1595). Ormai un eroe della "Lunga Guerra", nel 1596 Ruprecht von Eggenberg venne nominato Feldobristen ("colonnello") dell'Alta Ungheria e nel 1597 divenne Feld-Obrist-Feldzeugmeister. Fu insignito dell'Ordine del Toson d'oro.
I meriti guadagnati valsero a Ruprecht von Eggenberg la nomina a Barone dell'Impero. Si ritirò dal servizio nel 1606 e si stabilì a Graz, ove morì nel 1611.

## Il mausoleo

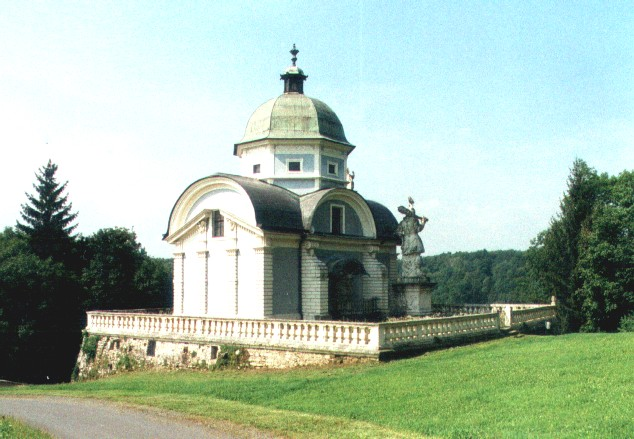
Il mausoleo di Ruprecht von Eggenberg ad Ehrenhausen

Il testamento di Ruprecht von Eggenberg (1609) stabilì che le spoglie del duca dovessero essere inumate in un mausoleo realizzato sullo Schlossberg ad Ehrenhausen, in Stiria. Il sepolcro venne realizzato dall'architetto italiano Giovanni Pietro de Pomis, realizzatore dello Schloss Eggenberg a Graz, del Santuario di Maria Ausiliatrice a Graz (sempre commissionato von Eggenberg) e del mausoleo dell'imperatore Ferdinando II d'Asburgo. Le spoglie del generale Ruprecht vennero deposte nel mausoleo solo nel 1693.
Il testamento di Ruprecht von Eggenberg stabilì inoltre che solo parenti maschi, di provata fede cattolica e insigniti del grado di generale, potessero riposare accanto a lui nel mausoleo.